# フリードリヒ・カール・アルベルト・シュヴェーグラー
フリードリヒ・カール・アルベルト・シュヴェーグラー(Friedrich Karl Albert Schwegler、 1819年2月10日 - 1857年1月5日)はドイツの哲学者・神学者。ヘーゲル学派でも第二世代 にあたり、ヘーゲル中央派に属する。

## 生涯
彼は田舎牧師の息子としてヴュルテンベルク王国のミッヘルバッハに生まれた。
彼は1836年にテュービンゲン大学に入学してフェルディナンド・クリスチャン・バウアの最初期の弟子のひとりとなり、教会史に専心した。彼の最初の作品は「モンタノス派と2世紀のキリスト教会(Der Montanismus u. die christliche Kirche des 2ten Jahrhunderts)」(1841年)である。その中で彼は、モンタノス派が初期キリスト教会における常軌を逸した熱狂の散発的な発露にとどまらないものであることを初めて指摘した。しかし、彼は後に考えたようにモンタノス派をエビオン派と結びつけて考えるという初歩的な勘違いを披瀝してしまってもいる。この作品及びほかの論考によって彼はヴュルテンベルクの福音派ラント教会で支配的だった保守的なサークルとの論争に巻き込まれることとなり、結果的に彼は神学を専門とすることをやめ、哲学を選ぶこととなった。 
1843年に「現代の年鑑(Jahrbücher der Gegenwart)」を創立し、テュービンゲン大学で哲学と古代哲学を受け持つ私講師となった。1848年にはローマ文学と考古学の助教授となり、その後すぐに歴史学の助教授となった。

## 作品
哲学史においては「簡約哲学史（Geschichte der Philosophie im Umriss）」（1848年。邦訳「西洋哲学史」）はコンパクトな哲学通史として広く読まれ、死後も増補改訂が行われ、1950年まで17版を数えた。
神学における彼の主著は「使徒の後の時代(Das nachapostolische Zeitalter)」(2巻、1846年)である。この著書はシュヴェーグラーの大胆さと明晰さが表れた、キリスト教の初期の発展に関する代表的な新テュービンゲン学派の批判的作業の結果としては初めて世に問われた。 
シュヴェーグラーはまた「クレメンスの聖書聖訓」(1847年)とエウセビオスの「教会史」(1852年)を編集・公刊している。哲学では「アリストテレスの形而上学の翻訳と説明(Übersetzung und Erläuterung der aristot. Metaphysik)」(1848年)、没後に「ギリシア哲学史(Geschichte der griech. Philosophie)」(1859年)が出版されている。 
歴史では「ローマの歴史(Römische Geschichte)」(3巻、1853年~1858年)を執筆していたが、リキニウス・セクスティウス法までしか書き進められなかった。

### 日本語訳
- 「西洋哲学史」谷川徹三・松村一人訳、上下巻、岩波文庫、1939年初版、1958年改版（ただし、初版は1900年刊のレクラム文庫板、改版は1876年刊の第9版を底本とする）

## ブリタニカ百科事典第11版より
- エドゥアルト・ツェラー, Vorträge, vol. ii. (1878), pp. 329–363
- Wilhelm Sigmund Teuffel (1891). "Schwegler, Albert". Allgemeine Deutsche Biographie (ドイツ語). Vol. 33. Leipzig: Duncker & Humblot. pp. 327–328.